# Utetheisa saintcroixensis
Utetheisa saintcroixensis är en fjärilsart som beskrevs av William Harper Pease 1973. Utetheisa saintcroixensis ingår i släktet Utetheisa och familjen björnspinnare. Inga underarter finns listade i Catalogue of Life.